# Mellicta fruhstorferi
Mellicta fruhstorferi är en fjärilsart som beskrevs av Wnukowsky 1929. Mellicta fruhstorferi ingår i släktet Mellicta och familjen praktfjärilar. Inga underarter finns listade i Catalogue of Life.